# Eden (groupe)
 (avril 2021).
Si vous disposez d'ouvrages ou d'articles de référence ou si vous connaissez des sites web de qualité traitant du thème abordé ici, merci de compléter l'article en donnant les références utiles à sa vérifiabilité et en les liant à la section « Notes et références ».
Pour les articles homonymes, voir Eden.
Eden est un groupe musical israélien composé de Gabriel Butler, Eddie Butler, Rafael Dahan et Doron Oren. Il a représenté Israël, à Jérusalem, au Concours Eurovision de la chanson 1999 avec le titre Yom huledet (Joyeux anniversaire).
La chanson a été écrite et composée par Moshe Datz (Eurovision 1991), Gabriel Butler, Ya'akov Lamai et Jacky Oved.
Le groupe s'est classé 5e sur 23 autres candidats.
Après avoir quitté Eden, Eddie Butler a représenté seul Israël au Concours Eurovision de la chanson 2006.
Gabriel Butler et Eddie Butler sont membres d'une communauté religieuse de noirs d'origine américaine, les African Hebrew Israelites of Jerusalem, qui se proclament descendants des anciens Israélites, et ont émigré en Israël, sans être reconnus comme juifs par l'État d'Israël. Cette communauté est réputée pour ses nombreux musiciens.